# Johann Netscher
Johann Netscher (Geburtsdatum unbekannt; † um 1641, wohl in Polen-Litauen) war ein deutscher Bildhauer und Baumeister.

## Leben
Nach Arnold Houbraken wurde Netscher in Stuttgart geboren, allerdings ist dort im Zeitraum 1560–1700 kein Träger dieses Namens nachweisbar. Er wirkte als Steinbildhauer in Heidelberg und heiratete gegen den Willen seiner Schwiegereltern Elisabeth Vetter, die Tochter eines Heidelberger Bürgermeisters. Später soll er mit seiner Familie über Böhmen nach Polen-Litauen gezogen sein, wo er bis zu seinem frühen Tod als „Kriegsbaumeister“ gearbeitet haben soll. Netscher war der Vater des Malers Caspar Netscher.